# مأموریت بازآوری نمونه مریخ

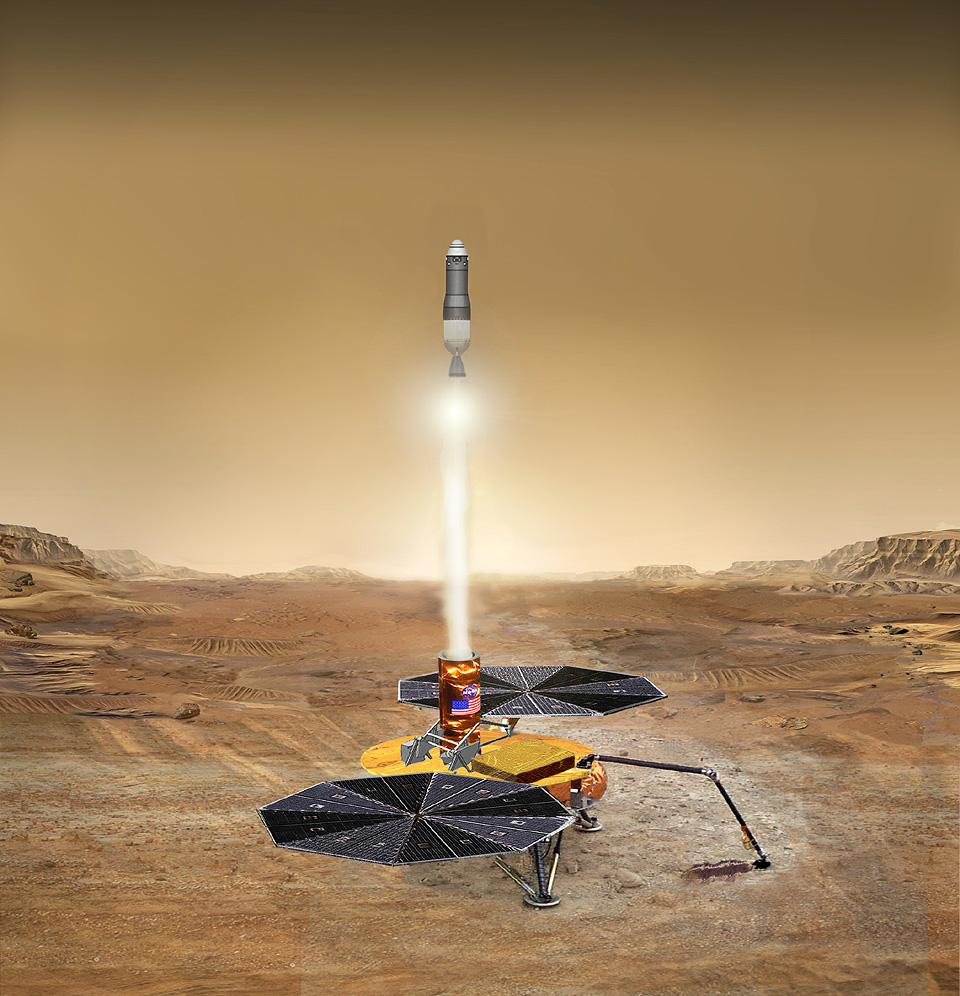
انگاشت هنری مفهوم مأموریت بازآوری نمونه از مریخ

مأموریت بازآوری نمونه مریخ (به انگلیسی: Mars sample-return mission) یا (MSR) یک مأموریت پرواز فضایی برای گردآوری نمونه‌های سنگ و گرد و غبار در مریخ و سپس آوردن آنها به زمین خواهد بود. بازآوری نمونه می‌تواند یکی از راه‌های بسیار قدرتمند اکتشاف باشد، زیرا تجزیه‌وتحلیل نمونه‌های بازآورده شده از قید زمانی و بودجه‌ای، و نیز محدودیت‌های دستگاه‌ها و سنسورهایی که در فضاپیما وجود دارد آزاد می‌شود.
به گفتهٔ لوئیس فریدمن، مدیر اجرایی انجمن سیاره‌ای، یک مأموریت بازگشت نمونه از مریخ؛ اغلب به دلیل بازده علمی شایانی که از آن سرمایه‌گذاری انتظار می‌رود، به عنوان یکی از مهمترین مأموریت‌های فضایی روباتیک توصیف می‌شود و نمایشی از توانایی فناوری مورد نیاز برای انجام یک مأموریت انسانی به مریخ است.
با گذشت زمان ، چندین مأموریت جامع مورد بررسی قرار گرفته‌اند، اما هیچ یک از آن‌ها از مرحله مطالعه فراتر نرفتند. سه ایده ی اخیری که برای مأموریت بازآوری (MSR) ارائه شده، یک پیشنهاد ناسا-اسا ، یک پیشنهاد روسیه (مریخ-گروت) و یک پیشنهاد چینی است.
 